# Joannès Déchelette
Pour les articles homonymes, voir Déchelette.
Joannès Déchelette de son vrai nom Joannès François Marie Déchelette, né le 12 août 1864 à Montagny (Loire) et mort le 9 juillet 1934 à Villars-les-Dombes (Ain), est un homme politique français.

## Biographie
Issu d'une importante famille d'industriels de Roanne, il reprend l'entreprise familiale. Conseiller municipal de Montagny en 1892, maire en 1902, conseiller général en 1904, il est député de la Loire de 1912 à 1914, inscrit au groupe de l'Action libérale. 

## Source
- « Joannès Déchelette », dans le Dictionnaire des parlementaires français (1889-1940), sous la direction de Jean Jolly, PUF, 1960 [détail de l’édition]